# Porphyrinia impura
Porphyrinia impura är en fjärilsart som beskrevs av Otto Staudinger 1871. Porphyrinia impura ingår i släktet Porphyrinia och familjen nattflyn. Inga underarter finns listade i Catalogue of Life.